# Marc Lüders

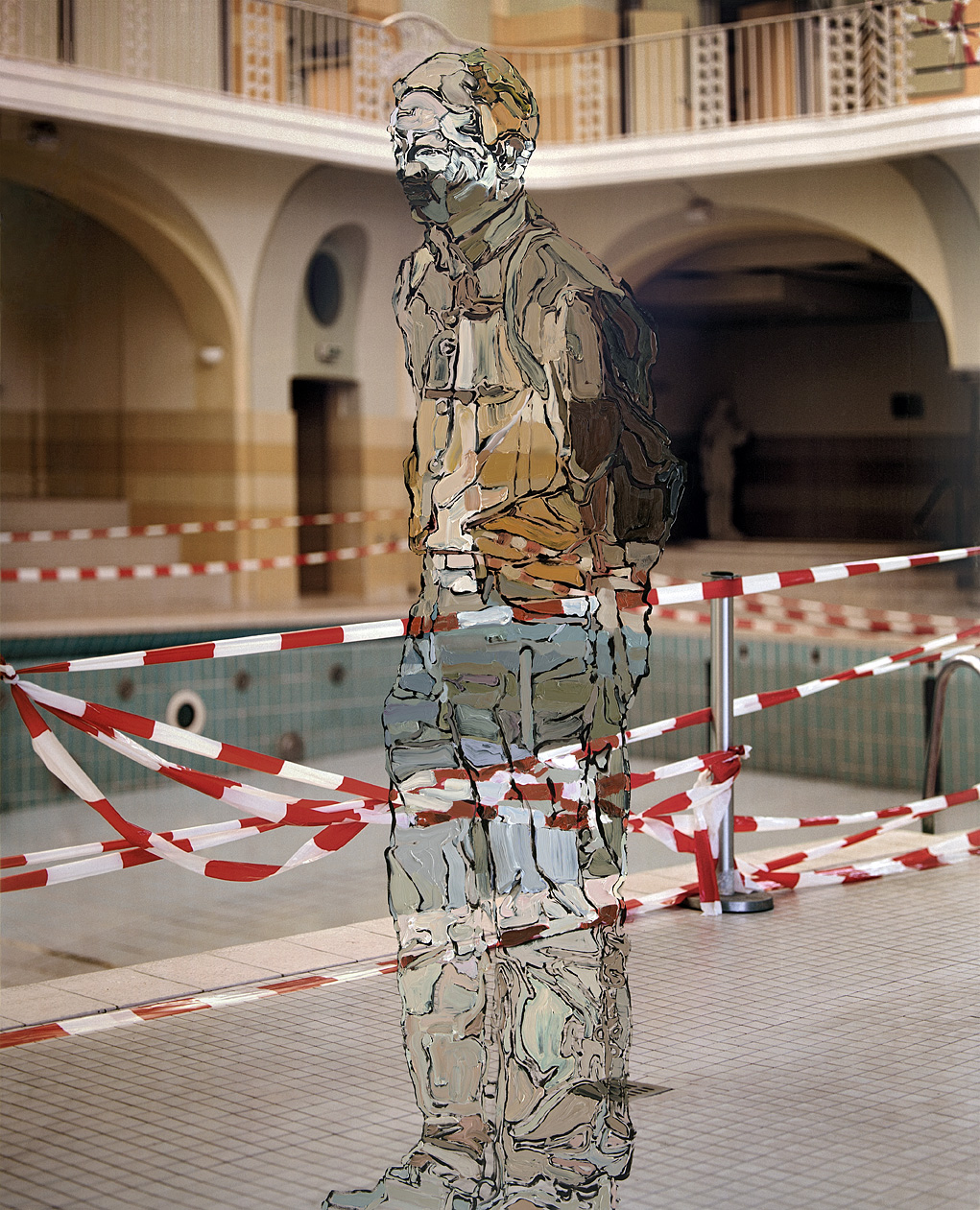
Figur 718-10-4, Öl auf Cibachrome-Print, 140 × 115 cm, 2012

Marc Lüders (* 1963 in Hamburg) ist ein deutscher Künstler, der seit Mitte der 1990er Jahre mit einer Verbindung von Fotografie und Malerei arbeitet.

## Leben
Marc Lüders wurde 1963 in Hamburg geboren. Ab 1986 besuchte er dort die Fachhochschule für Gestaltung. Sein Studium für Anthropologie und Philosophie begann er 1994 in Mainz. Drei Jahre danach bekam er ein Arbeitsstipendium der Stadt Hamburg, 2002 ein Stipendium der Deutschen Akademie Rom, Villa Massimo für die Casa Baldi in Olevano Romano. Von 2005 bis 2011 war er Lehrbeauftragter für Malerei im Fachbereich Gestaltung an der Hochschule für Angewandte Wissenschaften Hamburg. Marc Lüders ist seit 2009 Mitglied der Freien Akademie der Künste in Hamburg.

## Werk
Er nennt seine mit Ölfarbe bemalten Fotografien Photopicturen. Die Fotografie dient der Ölfarbe als Untergrund. Die Malerei fügt sich bei Lüders in das fotografische Motiv ein und ergänzt es. Es erscheinen gemalte Figuren, Gegenstände oder unbestimmte Objekte im Bildraum der Fotografie. Sie fügen sich in der Regel in die Licht- und Raumsituation der Fotografie ein und erscheinen dort als „glaubhafte“ Gegenstände.
In einer 2011 begonnenen Werkserie verliert sich die dreidimensionale Gegenständlichkeit der Malerei. Lüders malt nun Figuren auf die Fotografien, deren Farbigkeit sich mit dem des fotografischen Untergrundes vermischt und der damit durch die Figuren hindurch zu scheinen scheint. Diese neue Serie nennt er „Transparente Figuren“.

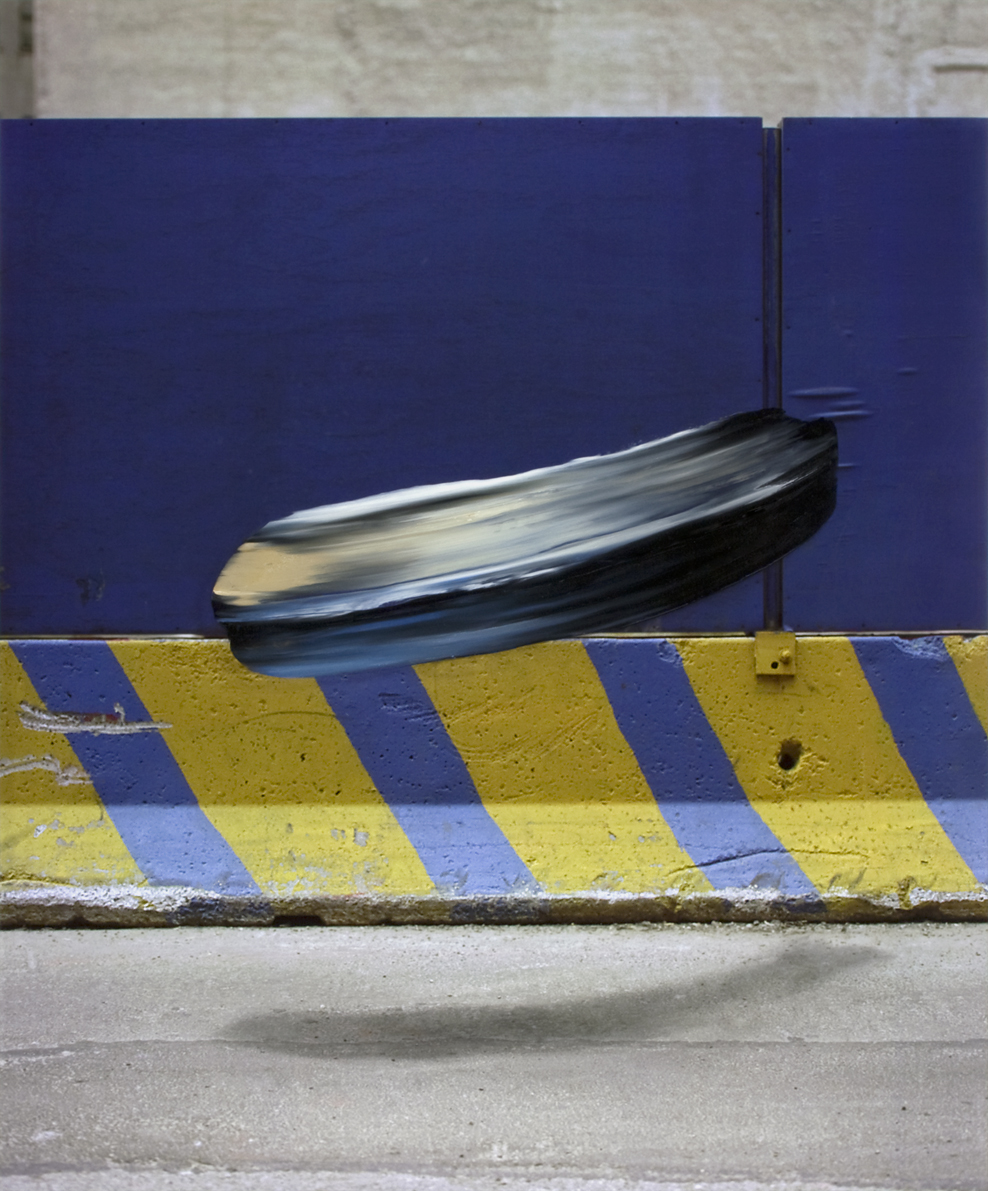
Bemalte Fotografie: Objekt 709-7-2, Öl auf Ilfochrome-Print, 120 × 99 cm, 2006

## Ausstellungen
Marc Lüders hatte Ausstellungsbeteiligungen und Einzelausstellungen im In- und Ausland. Unter anderem wurden seine Arbeiten an folgenden Orten gezeigt:
Hamburger Kunsthalle (2001, 2011), Kunsthalle Bern (2001), Museum of Contemporary Photography Chicago (2005), Wilhelm-Hack-Museum Ludwigshafen (2005), Dortmunder Kunstverein (2006), Kunsthalle Villa Kobe – Halle an der Saale (2003), DZ Bank Kunstsammlung Frankfurt (2013), The Brno House of Art Brünn (2007), Kunstmuseum Bochum (2014), Märkisches Museum Witten (2017), Levy Galerie Hamburg (2003, 2008, 2015), pablo's birthday gallery New York (2007, 2008, 2012), alexanderlevy Galerie Berlin (2010, 2013, 2016), Galerie Mathias Güntner Hamburg (2013)
Werke von Marc Lüders befinden sich u. a. in folgenden Sammlungen:
Museum of Contemporary Photography, Chicago; Nord/LB Hannover; DZ Bank Kunstsammlung, Frankfurt am Main; The New York Public Library und in zahlreichen privaten Sammlungen in Europa und in den USA.

## Publikationen
- Marc Lüders  SYSTEM PLURAL. Mit einem Text von Wolf Jahn. Hrsg.: Thomas Levy. Kerber Verlag Bielefeld. 2015, ISBN 978-3-7356-0129-2
- Let's talk about. Galerie Mathias Güntner. LÜDERS.  Mit einem Text von Dagrun Hintze. Hrsg. Galerie Mathias Güntner. Hamburg 2013
- Marc Lüders. Photopicturen. Mit einem Text von Ute Bopp-Schumacher, Wunderhorn Verlag 2011, ISBN 978-3-88423-366-5
- Marc Lüders. Erfindung der Realität. Mit Texten von Stefan Berg und Luminata Sabau. Hatje Cantz, Stuttgart 2010, ISBN 978-3-7757-2515-6
- East Side Gallery. Mit Texten von Jane Ursula Harris und Ludwig Seyfarth. Kerber Verlag, Bielefeld 2009, ISBN 978-3-86678-159-7
- Figuren im falschen Film – Die Bilder des Hamburger Künstlers Marc Lüders. In: ART – Das Kunstmagazin, Dezember 2006, S. 62–68. ISSN 0173-2781
- Marc Lüders. Kerber Verlag, Bielefeld 2004, ISBN 3-936646-75-9
- Thomas Levy (Hrsg.): Marc Lüders – Photopicturen. Kerber Verlag, Bielefeld 2003, ISBN 3-936646-32-5
- Marc Lüders – Standpunkte. Hamburger Kunsthalle, Hamburg 2001, ISBN 3-922909-56-6